# Fratelli di Nostra Signora di Lourdes
I Fratelli di Nostra Signora di Lourdes (in latino Fratres N.D. Lurdensis, in fiammingo Broeders van O. L. Vrouw van Lourdes) sono un istituto religioso maschile di diritto pontificio: i membri di questa congregazione laicale pospongono al loro nome la sigla F.N.D.L.

## Storia
La congregazione venne fondata dal sacerdote belga Étienne-Modeste Glorieux (1802-1872): vicario parrocchiale a Ronse, trovandosi a dover far fronte alla miseria causata dalla crisi economica e politica, aprì un centro di raccolta, un laboratorio tessile e una scuola gratuita. Per gestire l'opera, su consiglio del vescovo di Gand Jean-François Van de Velde, il 25 novembre 1830 istituì la compagnia dei "Fratelli delle buone opere" e il 19 agosto 1830 avvenne la prima vestizione.
L'istituto, intitolato a Nostra Signora di Lourdes dal 1887, ricevette il pontificio decreto di lode il 18 luglio 1892 e venne approvato definitivamente dalla Santa Sede il 3 gennaio 1938..

## Attività e diffusione
Si dedicano all'educazione della gioventù, all'istruzione professionale e alla cura dei malati e dei poveri.
Sono presenti in Belgio, Paesi Bassi, Spagna, Etiopia, Repubblica Democratica del Congo, Indonesia, Brasile, Canada, Curaçao: la sede generalizia è a Oostakker, presso Gand.
Al 31 dicembre 2005, la congregazione contava 28 case e 216 religiosi.